# Lords of the Realm II
Lords of the Realm II est un jeu vidéo de stratégie tour par tour et de gestion développé par Impressions Games et publié par Sierra On-Line le 31 octobre 1996. Comme son prédécesseur Lords of the Realm, publié en 1994, le jeu se déroule au Moyen Âge et relate les affrontements  entre plusieurs seigneurs lors d'une guerre de succession. Le joueur y incarne un prétendant au trône qui doit gérer l’économie, l’agriculture, l’industrie et la population de ses comtés afin de constituer une armée pour conquérir les territoires de ses adversaires. Outre ces phases de gestion, qui se déroulent au tour par tour, le jeu incorpore un système de combats en temps réel. Sa conception est supervisée par David Lester dont le principal objectif est d’améliorer les aspects les moins réussis du premier opus de la série, comme son interface graphique ou son système de combat. 
À sa sortie, Lords of the Realm II est globalement bien accueilli par la presse spécialisée qui met en avant la qualité de sa réalisation et son mélange entre gestion au par tour et combats en temps réel. Comme son prédécesseur, le jeu connait un certain succès commercial avec plus de 2,5 millions d’exemplaires vendus. Le jeu a fait l’objet d’une extension, intitulée Lords of the Realm II: Siege Pack et développée par Impressions Games, qui est publié par Sierra le 31 décembre 1997. Après sa sortie, le studio développe un nouveau jeu de gestion basé sur le même principe que son prédécesseur mais se déroulant dans un univers médiéval-fantastique. Baptisé Lords of Magic, celui-ci est publié par Sierra le 19 novembre 1997. Le jeu a également bénéficié d’une suite, baptisée Lords of the Realm III, qui est publié en 2004.

## Trame
Le jeu prend place au XIIIe siècle dans un Moyen Âge hypothétique mais réaliste. Il débute en 1268, après la mort du roi d’Angleterre, et retrace les affrontements entre les prétendants au trône,.

## Système de jeu
Lords of the Realm II est un jeu de stratégie au tour par tour et de gestion dont les combats sont résolus en temps réel. Le joueur incarne un noble qui, après la mort du roi, se lance dans la course à la succession face à jusqu'à quatre adversaires. D’abord à la tête d’un unique comté, le joueur doit conquérir tous ceux de ses adversaires afin de se faire couronner roi.

### Gestion

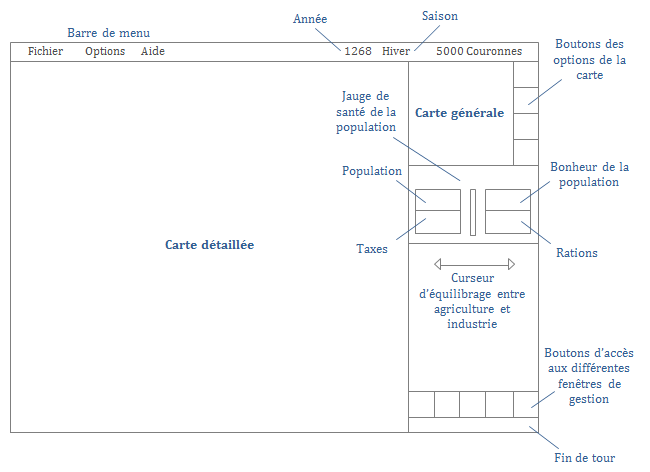
Schéma de l'interface de gestion du jeu.

La phase de gestion se déroule au tour par tour sur une carte en perspective isométrique qui représente les comtés et leurs frontières ainsi que leurs capitales et leurs châteaux respectifs. La carte montre également les zones agricoles et les sites de productions qui les entourent ainsi que les marchands qui circulent entre les différentes comtés,. À chaque tour correspond à une saison et les paysages évoluent pour refléter ces dernières. 

#### Production
Chaque comté dispose de champs, qui permettent de cultiver du blé ou d’élever des vaches, et de différents sites de production comme les exploitations forestières, les mines, les carrières et la forge. Dans ce domaine, toutes les comtés ne se valent pas, certaines ne disposant par exemple pas de carrière. Un curseur de l’interface permet au joueur de répartir ses paysans entre les travaux agricoles et l’industrie, et la capitale permet d’accéder à l’écran avancé de gestion de la main d’œuvre par l’intermédiaire duquel il peut répartir précisément ses paysans entre la culture du blé, l’élevage, les différentes industries et la construction d’une place forte. Si nécessaire, il peut également leur ordonner de défricher les champs victimes de sécheresse ou d’inondation. 
En matière d’agriculture, le joueur peut définir comment doivent être exploités ses champs, élevage ou culture du blé, afin d’optimiser la production de nourriture de sa province. Une option permet également de gérer l'agriculture de manière avancée, chaque champ devant alors être mis en jachères régulièrement afin de renouveler la richesse des sols. Les vaches fournissent un approvisionnement régulier de nourriture grâce au fromage que les paysans produisent, à chaque tour, à partir de leur lait. En cas de besoin, elles peuvent également être mangées. La culture du blé est moins régulière car il faut le semer en hiver puis attendre l’automne suivant pour le récolter. Il est possible de nourrir les paysans uniquement de viande, de blé ou de fromage mais une agriculture mixte est généralement préférable afin de limiter les risques liés aux événements imprévus. Au début de chaque tour, des catastrophes aléatoires – comme un incendie, une inondation ou une épidémie de vache folle – peuvent en effet s’abattre sur un comté,. Suivant les saisons qui rythment l’année, le nombre de paysans nécessaires pour s’occuper des cultures ou des vaches varie, ce qui permet de les assigner à d’autres travaux, comme l’industrie ou la construction d’une place forte.
Outre l'agriculture, les paysans peuvent être assignés à l’exploitation des forêts, des mines de fer ou des carrières afin de collecter des ressources. Grâce à la forge, le bois et le fer peuvent ensuite être utilisés pour fabriquer des armes comme des arcs, des piques, des masses d'armes, des épées, des arbalètes ou des armures. De son côté, le chantier permet d'ériger une place forte destinée à défendre le comté contre les attaques ennemies. Cinq types de fortifications sont ainsi disponibles dans le jeu. La palissade et la motte castrale ne nécessitent que du bois et peuvent être construites rapidement, mais elles n’offrent qu’une protection rudimentaire. Le donjon, le château et le château royal nécessitent de la pierre et sont plus longs à construire mais ils peuvent abriter plus de défenseurs et sont plus résistants face aux engins de siège. Ils permettent en plus d’augmenter les revenus générés par les taxes.
Si besoin, le joueur peut faire appel aux marchands itinérants circulant sur les routes du pays afin de vendre les surplus de ressource, de nourriture et d’armes ou d’acheter ce qui lui manque.

#### Démographie
La démographie d’une province dépend de deux facteurs, la santé et le bonheur, qui varient en fonction de plusieurs paramètres. Si le joueur dispose d’une production agricole ou de stocks de nourriture suffisants, il peut augmenter les rations distribuées aux paysans et ainsi améliorer leur santé et leur résistance aux épidémies. Dans le cas contraire, il peut ne distribuer qu’une demie ou un quart de ration, ce qui dégrade leur santé,. De son côté, le bonheur de la population dépend de sa santé, de la charge de travail, du niveau de taxe et du taux de conscription. Lorsque les paysans d’un comté ne sont pas heureux, le niveau de population peut rapidement diminuer du fait notamment de l’émigration vers les comtés voisins. Les paysans mécontents peuvent également se révolter. Ils prennent alors le contrôle du comté et de sa production, et forment une armée chargée de le défendre au cas où le joueur tenterait d’en reprendre le contrôle par la force.

#### Recrutement
La finalité des aspects économique et démographique est de constituer une armée pour s'emparer des comtés voisins. Pour cela, le joueur doit s’assurer de disposer d’une population suffisante pour enrôler des paysans tout en conservant suffisamment pour faire tourner correctement son agriculture et son industrie. Il doit également faire attention à ne pas trop recruter d’un coup car la conscription a un impact très négatif sur le bonheur de la population. Après avoir fixé le nombre de paysans qu’il souhaite recruter, le minimum étant de cinquante éléments, le joueur peut choisir leur équipement en fonction des stocks d’armes dont il dispose. Suivant l’équipement choisi, le joueur obtient différents types d’unités, comme de simples paysans, des piquiers, des archers ou des chevaliers. Pour se constituer une armée sans conséquences sur sa population ou son stock d’armes, le joueur peut également, en échange d’une importante somme d’argent et d’un revenu régulier, recruter les bandes de mercenaires qui parcourent le pays. Deux de ces bandes ne peuvent cependant joindre la même armée. Une fois son armée créée, le joueur peut la déplacer sur la carte. La distance qu’une armée peut parcourir à chaque tour dépend des troupes qui la composent et du chemin qu’elle emprunte. Ainsi, une armée se déplace plus rapidement sur la route qu’en rase campagne. Avec cette armée, le joueur peut attaquer une armée adverse, mais aussi la capitale ou le château d’un comté pour en prendre le contrôle. Il peut également détruire les champs ou les sites de production d’un comté adverse afin d’endommager son économie. Une armée peut aussi être assignée à la défense d’une place forte, dans les limites des troupes qu’elle peut contenir. Si une armée subit des pertes importantes, le joueur peut la renforcer en combinant ses troupes avec celles d’une autre armée, dans la limite de 1500 soldats. Il peut également la dissoudre puis en créer une nouvelle dans un autre comté.

### Combats
Lorsque deux armées se rencontrent ou lors de l’attaque d’un comté, une fenêtre présente au joueur les forces en présence et lui propose de résoudre le combat de manière automatique. Dans le cas contraire, l’affrontement est résolu en temps réel sur une carte aléatoire en vue de dessus, l’objectif étant d’éliminer toutes les troupes adverses. Au début de l’affrontement, le jeu est mis en pause et le joueur peut donc placer ses unités sur le champ de batailles en fonction de sa stratégie. Au cours des combats, le joueur peut ensuite faire pause à tout moment. Comme dans un jeu de stratégie en temps réel, les ordres de déplacement ou d’attaque peuvent être donnés à une unité, ou à un groupe d’unité, et sont gérés à la souris. Le joueur peut assigner un groupe à une touche numérique du clavier et lui ordonner de se mettre en formation (verticale ou horizontale). À l’inverse d’un jeu comme Warcraft II, le joueur peut sélectionner plus de neuf unités en même temps. Une unité peut représenter plus d’un soldat en fonction de la taille des armées en présence. Une barre coloré indique alors combien de soldats restent dans celle-ci, et non leur nombre de points de vie. Les différents types d’unités ont chacun leurs avantages et leurs inconvénients. Les archers sont par exemple excellents de loin mais inefficaces au corps-à-corps et il faut donc les protéger avec d’autres unités comme les piquiers ou les épéistes.
Pour prendre les comtés défendus par une place forte, les joueurs doivent assiéger cette dernière. Lorsque son armée arrive à la place forte, le joueur peut lancer la construction d'engins de siège comme des béliers, des tours de siège ou des catapultes. En fonction du nombre de machines qu’il construit, la construction dure plus ou moins longtemps et l’attaque ne débute qu’après un certain nombre de tours. De leur côté, les places fortes sont défendues par la garnison en place qui dispose notamment de marmites d’huile bouillante qu’ils peuvent déverser sur les attaquants. Certains châteaux sont également protégés par des douves que les assiégeants doivent combler afin de pouvoir passer. Pour prendre le château, l’attaquant doit en éliminer la garnison jusqu'au dernier soldat ou capturer le drapeau qui s’y trouve.

### Modes de jeu
Deux modes de jeu sont disponibles dans Lords of the Realm II. En solo, le joueur affronte jusqu’à quatre adversaires contrôlés par l’ordinateur sur une des 28 cartes du jeu. Ces cartes incluent de nombreux pays européens, comme l’Angleterre, la France, l’Écosse, l’Allemagne ou l’Italie, mais aussi des régions plus exotiques, comme l’Inde ou la Chine, et des scénarios historiques correspondant aux Croisades ou à la conquête de l’Europe entière. Le jeu propose aussi des cartes tactiques imaginaires,. Outre la carte, le joueur peut également se choisir un nom et un blason et configurer la partie grâce à douze paramètres différents qui lui permettent par exemple d’activer le brouillard de guerre ou le ravitaillement des armées ou de définir une limite de temps aux tours. Les quatre adversaires contrôlés par l’ordinateur — l'evêque, le baron, le chevalier et la comtesse — possèdent leur propre personnalité et ont des stratégies de conquête différentes. Par l’intermédiaire d’une fenêtre de diplomatie, le joueur peut interagir avec eux en leur proposant des alliances, en les flattant ou en les insultants et en leur envoyant des cadeaux. Le mode multijoueur propose les mêmes options et permet de jouer à cinq en réseau local et à deux en liaison série ou modem. Les joueurs gèrent leurs comtés en même temps et une limite de temps leur est imposée à chaque tour.

## Développement
La conception de Lords of the Realms II est supervisée par David Lester, fondateur d’Impressions Games et concepteur de Caesar et de Lords of the Realm. Bien que ce dernier soit le plus gros succès critique et commercial du studio au moment de son rachat par Sierra On-Line en 1995, son concepteur le considère comme imparfait. D’après lui, son interface graphique est en effet désuète, ce qui rend le jeu difficile à prendre en main. De plus, les comtés demandent beaucoup de micro-gestion, ce qui rend l’aspect gestion compliqué lorsque le joueur en contrôle un grand nombre. Il trouve enfin que son système de combat n’est pas amusant et regrette que les sièges se déroulent au tour par tour plutôt qu’en temps réel. Lorsqu’il commence à concevoir sa suite, son objectif est donc de corriger ces défauts, tout en améliorant son gameplay et sa réalisation. Pour rendre le jeu plus accessible, il modifie en profondeur son interface et, bien qu’il soit au départ opposé à cette idée, il décide notamment d’intégrer une barre de défilement qui permet de répartir facilement les paysans entre l’agriculture et l’industrie. Pour rendre l’aspect gestion moins complexe, les concepteurs décident de supprimer les moutons qui, d’après eux, n’apportent pas grand-chose au gameplay. Ils améliorent également son système de combat en temps réel qu’ils adaptent également pour les sièges.
Pour tester le jeu, les développeurs ont également organisé une bêta publique.

## Versions et extension
La version complète de Lords of the Realm II est publiée par Sierra On-Line le 30 octobre 1996 aux États-Unis, peu après la mise à disposition des joueurs d’une version de démonstration. Le jeu est ensuite publié en Europe fin 1996. Il fait ensuite l’objet d’une extension, intitulée Siege Pack et développée par Impressions Games, qui est publiée par Sierra On-Line en 1997. Cette dernière ajoute notamment un nouveau mode de jeu uniquement dédié aux combats dans lequel le joueur peut définir les forces en présence, choisir le terrain de l’affrontement et simuler le siège ou la défense d’une place forte. L’extension inclut également vingt nouveaux champs de bataille, dix nouveaux châteaux dédiés à ce nouveau mode de jeu, ainsi qu'un éditeur de niveau qui permet de créer de nouveaux terrains d’affrontement,. Un coffret, qui regroupe le jeu original et son extension, est également publié en 1997 sous le titre Lords of the Realm II : Royal Edition.
Depuis 2015, le jeu est également disponible en téléchargement sur le site GOG.com et sur la plateforme Steam,.

## Accueil

### Critiques
| Lords of the Realm II |      |       |
| Média                 | Nat. | Notes |
| AllGame               | US   | 4.5/5 |
| The Adrenaline Vault  | US   | 70 %  |
| Coming Soon           | US   | 88 %  |
| Computer Gaming World | US   | 80 %  |
| Cyber Stratège        | FR   | 70 %  |
| GameSpot              | US   | 76 %  |
| Gamezilla             | US   | 93 %  |
| Gen4                  | FR   | 4/5   |
| Joystick              | FR   | 85 %  |
| PC Gamer              | US   | 92 %  |
| PC Team               | FR   | 91 %  |

À sa sortie, Lords of the Realm II est globalement bien accueilli par la presse spécialisée qui met en avant la qualité de sa réalisation et son mélange entre gestion au tour par tour et combats en temps réel. Techniquement, le jeu est jugé plutôt réussi par l’ensemble des critiques, celle de Gen4 estimant par exemple qu’elle n’a « rien à reprocher à sa réalisation ». Les journalistes jugent que ses graphismes en SVGA sont tout à fait correct et au niveau des productions de l’époque, même si certains regrettent que le jeu manque un peu d’animation et que ces dernières ne sont pas assez variées,,. Les critiques saluent également ses effets sonores et ses musiques qui sont jugés « excellents » par le magazine Gen4 et au sujet desquels Richard Law écrit qu’ils sont « bien pensés et appropriés » à l’époque couverte par le jeu,. Le journaliste de Joystick partage cet avis et ajoute que son doublage en vieil anglais est lui aussi adapté à l’ambiance du jeu. Il salue également les scènes cinématiques intermédiaires qu’il juge « assez belles ». 
En matière de gameplay, son interface graphique est globalement jugée réussie par la presse qui saluent notamment sa simplicité et son efficacité,. En termes de difficulté, la plupart des critiques estime que le jeu est facile à prendre en main, seul celle de Joystick jugeant qu'elle n’est pas évidente à cause du grand nombre de paramètres à gérer. Les critiques sont en revanche partagés au sujet de son intelligence artificielle. Pour Tim Carter, du magazine Computer Gaming World, celle-ci est en effet trop faible alors que pour Richard Law, elle est au contraire très réussie et les adversaires contrôlés par l’ordinateur se révèlent plus coriace qu’ils n’en ont l’air,. Plus globalement, la presse salue son mélange réussi entre les phases de gestion et les combats en temps réel. Le magazine Cyber Stratège salue ainsi la diversité des aspects abordés par le jeu et Richard Law est impressionné par son bon équilibre entre action et stratégie,. Son nouveau système de combat est lui aussi mis en avant par les critiques. Pour le magazine Gen4, celui-ci est ainsi « excellent », et pour Richard Law, les combats sont « amusant et effrénés »,. Le journaliste de GameSpot salue en particulier le côté excitant de la défense d’un château assiégé mais jugent que manœuvrer les troupes se révèle trop souvent d’une « difficulté frustrante ». D’autres critiques regrettent de leur côté le manque d’initiative de l’armée adverse lors des combats.
Globalement, le jeu est décrit comme une grande réussite par la plupart des critiques même si certaines regrettent que des aspects du jeu ne soient pas assez aboutis. C’est le cas notamment de Tim Carter qui estime que son système de diplomatie trop simpliste « érode le potentiel du jeu ». Il juge cependant que le jeu reste un bon mélange de gestion et de stratégie suffisamment difficile pour occuper n’importe quel fan de stratégie pendant de nombreuses heures. De la même manière, le journaliste de Cyber Stratège regrette que son système de combat ne soit pas plus poussé, à la manière d’un Caesar II, mais salue sa diversité et sa facilité d’utilisation et conclu qu’il séduira les amateurs du genre. Pour le site GameSpot, Lords of the Realm II est tout près de réussir à combiner le meilleur de Warcraft II et de Civilization II et, s'il n’y parvient pas, il reste une expérience amusante et stimulante. Richard Law est encore plus enthousiaste et juge que son mélange parfaitement équilibré entre action et stratégie en font un jeu « impressionnant » et « addictif ».

### Ventes
D'après David Lester, le concepteur du jeu, Lords of the Realms II s'est vendu à plus de 2,5 millions d'exemplaires.

## Postérité
Après la sortie de Lords of the Realm II, Impressions Games développe un nouveau jeu de gestion basé sur le principe de son prédécesseur mais se déroulant dans un univers médiéval-fantastique. Baptisé Lords of Magic, celui-ci est publié par Sierra On-Line le 19 novembre 1997. Le jeu se déroule dans le monde d'Urak dans lequel s'affrontent huit seigneurs représentant chacun un élément. Comme Lords of the Realm II, il combine des éléments de stratégie au tour par tour avec des combats se déroulant en temps réel. Son système de jeu se distingue néanmoins de celui des Lords of the Realm par l’ajout d’un système de héros inspiré des jeux de rôles. Une suite baptisée, Lords of the Realm III et développée par Impressions Games, a également été publié par Sierra en mars 2004. Contrairement à ses prédécesseurs, celui-ci se déroule entièrement en temps réel,.